# Milan Piško
Milan Piško (* 6. března 1996) je český fotbalový obránce hrající za Spartu „B“.

## Klubová kariéra
S fotbalem začínal v TJ Kyje Praha 14, odkud se po pár měsících přesunul do pražské Sparty. Zde prošel postupně všemi mládežnickými kategoriemi. V A-týmu Sparty debutoval 4. května 2016 v odvetě semifinále proti Jablonci v neslavném utkání, kde Sparta kvůli šetření hráčů nastoupila s juniory a dorostenci. Ligový debut odehrál o týden později v utkání 29. kola v základní sestavě proti Zbrojovce Brno, odehrál celých 90 minut. Následující 3 sezony strávil Piško na hostování v druholigové Vlašimi, kde nastoupil celkem do 64 utkání, vstřelil celkem 3 branky; 2 z toho v ligovém utkání 24. září 2016 do sítě Prostějova. Od sezony 2019/20 hraje ve sparťanské rezervě, kde nastupuje pravidelně, a je zastupujícím kapitánem (kapitánem je Lukáš Vácha).